# Leibniz-Institut für Wirtschaftsforschung Halle
Das Leibniz-Institut für Wirtschaftsforschung Halle (IWH) ist eine außeruniversitäre Einrichtung für empirische wirtschaftswissenschaftliche Forschung mit Sitz in Halle (Saale). Entsprechend seiner Satzung verfolgt das Institut ausschließlich und unmittelbar gemeinnützige, insbesondere wissenschaftliche Zwecke. Das Institut ist Mitglied der Leibniz-Gemeinschaft. Das IWH wird in privater Rechtsform als eingetragener Verein geführt.

## Geschichte
Das Institut wurde mit Wirkung zum 1. Januar 1992 gegründet. Die Gründung geht auf Empfehlungen des Wissenschaftsrats im Jahr 1991 zurück, der im Rahmen der Erneuerung der Wirtschaftswissenschaften in den neuen Bundesländern Bedarf für ein Institut der angewandten empirischen Wirtschaftsforschung festgestellt hatte.
Das Institut war zunächst seit 1990 als Institut für angewandte Wirtschaftsforschung in Berlin angesiedelt. Die meisten Mitarbeiter kamen aus dem früheren Ökonomischen Forschungsinstitut der Staatlichen Plankommission. Zum Jahresbeginn 1994 fand der Umzug nach Halle statt.
Mit Jutta Günther stand im Dezember 2011 erstmals eine Frau an der Spitze des Instituts für Wirtschaftsforschung Halle.

## Aufgaben
Mit Gründung des IWH wurde der Transformationsforschung in Deutschland eine wissenschaftliche Heimat gegeben. Betraf diese zunächst die Transformation von der Zentralverwaltungs- zur Marktwirtschaft, insbesondere also das Beobachten und wissenschaftliche Analysieren der Übergangsprozesse in den neuen Bundesländern und in Mittel- und Osteuropa, so erweiterte sich diese Perspektive über die Zeit zunehmend in Richtung auf Prozesse des Wandels, hin zu den heute aktuellen Fragen der globalen Integration und ihren Rückwirkungen auch auf die nationalen Gesellschaften.
Unter dem Motto „Von der Transformation zur europäischen Integration“ analysiert das IWH die Determinanten langfristiger Wachstumsprozesse in Deutschland und Europa, um sie im Kontext wirtschaftlicher Aufholprozesse und der fortschreitenden europäischen Integration verständlich zu machen. Dementsprechend widmen sich die typischen Forschungsfragen des IWH-Forschungsprogramms Aspekten der Transformation, Kohäsion und Integration innerhalb der EU:
- Was sind die Ursachen und Konsequenzen makroökonomischer Schwankungen und Instabilitäten, wie können diese empirisch identifiziert werden, und welche Maßnahmen können ergriffen werden, um die makroökonomische Stabilität im Verlauf von Aufhol- und Integrationsprozessen zu gewährleisten?
- Wie beeinflussen unterschiedliche institutionelle Arrangements und deren Veränderung die Ressourcen(re-)allokation, insbesondere die von Human- und Sachkapital?
- Wie wirksam sind staatliche Eingriffe in die Investitions- und FuE-Aktivitäten von Unternehmen?
- Welche Folgen haben Finanzkrisen für die Realwirtschaft?[3]

Darüber hinaus erarbeitet das IWH wissenschaftlich fundierte Beiträge zur aktuellen Wirtschaftspolitik. So ist das IWH beispielsweise Mitglied der Projektgruppe Gemeinschaftsdiagnose, die halbjährlich für die Bundesregierung Gutachten zur Lage der Wirtschaft in der Welt und in Deutschland erstellt, und koordiniert u. a. ein europäisches Forschungskonsortium zur Untersuchung des Produktivitätswachstums in den Industrieländern (EU, Horizont 2020).

## Forschung
Die Forschung ist in drei abteilungsübergreifenden IWH-Forschungsclustern organisiert:
- Wirtschaftliche Dynamik und Stabilität
- Produktivität und Institutionen
- Finanzresilienz und Regulierung

Unter dem Dach der Forschungscluster arbeiten derzeit insgesamt 17 wissenschaftlich unabhängige Forschungsgruppen. Organisatorische Träger der Forschungscluster sind vier Forschungsabteilungen:

### Makroökonomik
In der Abteilung Makroökonomik werden kurz- und mittelfristige Schwankungen gesamtwirtschaftlicher Variablen (zum Beispiel des Bruttoinlandsprodukts, der Beschäftigung, der Preise und der Zinsen), die Wirkungen wirtschaftspolitischer Maßnahmen auf diese Größen und die institutionellen Rahmenbedingungen für Konjunktur und langfristiges Wirtschaftswachstum erforscht. Auf Basis dieser Forschung bietet die Abteilung wissenschaftlich fundierte und evidenzbasierte wirtschaftspolitische Beratung an.

### Finanzmärkte
Die Abteilung befasst sich mit dem institutionellen Wandel von Finanzsystemen in Europa. Die Forschung der Abteilung beschäftigt sich mit den Ursachen und Wirkungen der internationalen Tätigkeit von Banken und anderen Finanzintermediären, dem Zusammenhang zwischen Marktstrukturen im Bankensektor und gesamtwirtschaftlicher Stabilität, Ansteckungseffekten auf internationalen Finanzmärkten sowie der Rolle des Finanzsektors für die Realwirtschaft.

### Strukturwandel und Produktivität
Die Abteilung Strukturwandel und Produktivität untersucht Prozesse strukturellen Wandels, die beispielsweise durch Globalisierung oder technologische Neuerungen erzeugt werden können. Struktureller Wandel führt zu Aufschwung und Niedergang von Regionen, Wirtschaftszweigen und Betrieben und hat direkte Konsequenzen für die betroffenen Arbeitnehmer. Die Abteilung erforscht die Auswirkungen strukturellen Wandels empirisch mit Hilfe mikroökonometrischer Verfahren.

### Gesetzgebung, Regulierung und Faktormärkte
Traditionell wird die Regulierung von Finanz- und Arbeitsmärkten isoliert analysiert. Die Abteilung „Gesetzgebung, Regulierung und Faktormärkte“ erforscht systematisch die Interaktion von Regulierungen der Finanz- und Arbeitsmärkte und deren Auswirkungen auf die langfristige realwirtschaftliche Entwicklung. Dies wird erreicht, indem wachstums- und strukturrelevante Aspekte der Rahmenbedingungen an Finanz- und Arbeitsmärkten gemeinsam erforscht werden. Das Alleinstellungsmerkmal der Abteilung ist die Untersuchung der Interdependenz von staatlicher Regulierung im Bereich der Finanz- und Arbeitsmärkte und der realwirtschaftlichen Entwicklung.
Das Forschungsdatenzentrum des IWH ist eine Serviceeinrichtung für externe Forscher und bietet Zugang zu den Forschungsdaten des Instituts.

## Gemeinschaftsdiagnose
Das IWH ist an der jeweils im Frühjahr und im Herbst im Auftrag des Bundesministeriums für Wirtschaft und Energie (BMWi) durchgeführten Gemeinschaftsdiagnose beteiligt. Die Gemeinschaftsdiagnose wird von sieben unabhängigen Wirtschaftsforschungsinstituten in vier Arbeitsgemeinschaften erarbeitet.

## Kooperationen
Das Institut unterhält Kooperationsbeziehungen und Arbeitskontakte zu einer Vielzahl von in- und ausländischen Forschungseinrichtungen, Universitäten, Ministerien, Verwaltungen und Verbänden. Im Ausland betreffen diese Kooperationsbeziehungen hauptsächlich wissenschaftliche Einrichtungen in neuen EU-Mitgliedsländern, den westeuropäischen Ländern, den USA und Kanada. Mit der Martin-Luther-Universität Halle-Wittenberg, der Otto-von-Guericke-Universität Magdeburg, an der der IWH-Präsident Reint E. Gropp einen Lehrstuhl für Volkswirtschaftslehre innehat, der Friedrich-Schiller-Universität Jena, der Technischen Universität Bergakademie Freiberg, der Universität Leipzig, der Technischen Universität Dresden, der Universität Erfurt, der Friedrich-Alexander-Universität Nürnberg, der Université de Montréal sowie der Henan University Kaifeng besteht seit Jahren eine enge Zusammenarbeit.
Das IWH ist Kooperationspartner des Graduiertenkollegs „Central-German Doctoral Program Economics“ (CGDE) der Technischen Universität Dresden, der Martin-Luther-Universität Halle-Wittenberg und der Universität Leipzig.

## Personal und Budget
Zum 31. Dezember 2023 beschäftigte das Institut insgesamt 106 Mitarbeiter im Angestelltenbereich, davon 76 wissenschaftliche Mitarbeiter. Der Anteil der weiblichen Mitarbeiter im Institut liegt bei 46 %, im Wissenschaftsbereich bei 23 %. Der Gesamtetat des Instituts belief sich im Jahr 2023 auf rund 10,17 Mio. Euro, davon 8,20 Mio. Euro institutionelle Förderung und 1,97 Mio. Euro aus Drittmitteln.
Präsident des Instituts war von 1992 bis 1994 Manfred Wegner, 1994 bis 2003 Rüdiger Pohl und von 2004 bis 2011 Ulrich Blum. Von Dezember 2011 bis Mai 2013 lag die wissenschaftliche Leitung interimistisch bei Jutta Günther und Oliver Holtemöller. Von Juni 2013 bis Oktober 2014 war Claudia M. Buch Präsidentin des IWH. Seit November 2014 ist Reint E. Gropp Präsident des IWH.